# Веселкова, Нина Михайловна
Нина Михайловна Веселкова (1 мая 1937, Коростелево, Красноярский край — 11 июля 2018, Канск, Красноярский край) — советский хозяйственный, государственный и политический деятель, Герой Социалистического Труда, член КПСС.

## Биография
С 1953 года — на хозяйственной, общественной и политической работе. В 1953—1992 гг. — работница 1-й ткацкой фабрики, ткачиха-многостаночница Канского хлопчатобумажного комбината Министерства лёгкой промышленности РСФСР, выполнила за одиннадцатую пятилетку три пятилетних плана.
Указом Президиума Верховного Совета СССР от 4 марта 1976 года присвоено звание Героя Социалистического Труда с вручением ордена Ленина и золотой медали «Серп и Молот». 
За значительное увеличение производства и улучшение качества товаров народного потребления в составе коллектива была удостоена Государственной премии СССР за выдающиеся достижения в труде 1979 года.
Избиралась депутатом Верховного Совета РСФСР 10-го созыва (1980-1984).
Жила в Канске. Умерла 11 июля 2018 года. Похоронена на Абанском кладбище.
Награды:
- 2 ордена Ленина (04.03.1976; 30.04.1980),
- орден Трудового Красного знамени (05.04.1971).
- Государственная премия СССР
- Почётный гражданин города Канска (2002).
- Народный герой объединённого Красноярского края (2008).